# Ankylocythere sinuosa
Ankylocythere sinuosa är en kräftdjursart som först beskrevs av Rioja 1942.  Ankylocythere sinuosa ingår i släktet Ankylocythere och familjen Entocytheridae. Inga underarter finns listade i Catalogue of Life.